# ویپهولت (مینه‌سوتا)
ویپهولت (به انگلیسی: Whipholt) یک منطقهٔ مسکونی در ایالات متحده آمریکا است که در Pine Lake Township واقع شده‌است. ویپهولت ۹۹ نفر جمعیت دارد و ۴۰۲٫۹۵ متر بالاتر از سطح دریا واقع شده‌است.